# هاري روس
هاري روس (بالإنجليزية: Harry Ross)‏ (4 أبريل 1881 في المملكة المتحدة - 1 يناير 1953) هو لاعب كرة قدم بريطاني (وحمل سابقاً جنسية المملكة المتحدة لبريطانيا العظمى وأيرلندا) في مركز الظهير. لعب مع نادي بريتشين سيتي ونادي بيرنلي ونادي سانت ميرين ونادي فولهام وLochee Harp F.C. ‏.